# リバウジーニョ
リヴァウジーニョ（Rivaldinho）こと、リヴァウド・ヴィトール・モスカ・フェレイラ・ジュニオール（Rivaldo Vítor Mosca Ferreira Júnior 、1995年4月29日 - ）は、ブラジル・サンパウロ出身のサッカー選手。
ポジションはフォワード。センターフォワードの他にセカンドストライカーや右ウイングでもプレーできる。
元サッカーブラジル代表選手のリバウドの息子である。

## 経歴
父親が会長を務めるモジミリンECでデビューし、47試合に出場し9ゴールを記録した。2015年8月、ポルトガルのボアヴィスタFCに移籍したが、リーグ戦はわずか1試合の出場に留まった 。
2016年1月18日、カンピオナート・パウリスタセリエA1のキンゼ・デ・ピラシカーバに移籍。4月12日に退団するまで12試合に出場し3ゴールを挙げた。
2016年5月10日、SCインテルナシオナルのBチームに加入したが、同クラブでプレーすることなくシーズン終了までのローンでパイサンドゥSCでセリエB8試合に出場し1ゴールを記録した。
2017年2月7日、3年半の契約でルーマニア1部のFCディナモ・ブカレストに加入。4月5日、2-0で勝利したCFRクルジュとの試合で移籍後初ゴールを挙げた。2シーズンでリーグ戦30試合に出場し5ゴールを記録した。
2018年1月27日、ブルガリアのレフスキ・ソフィアに加入した。
2025年2月10日、中国甲級リーグの青島紅獅足球倶楽部に加入。

## 人物
父親は元サッカーブラジル代表選手のリバウドである。2015年、モジミリンECで親子揃ってピッチに立ち、この試合でともにゴールを挙げた。